# Lychnos
Lychnos, Årsbok för idé- och lärdomshistoria, utges av Lärdomshistoriska samfundet i Uppsala sedan 1936. 
Lychnos publicerar originalartiklar av företrädesvis svenska idéhistoriker, oftast på svenska, men stundom även på engelska, tyska och franska, samt har en stor recensionsavdelning. Sedan 2007 är årsboken peer-reviewad. Årsboken utkom tidigare ofta med dubbelnummer, men sedan 1982 varje år. Generalregister för åren 1936–1962 publicerades i årsboken 1963/1964, för åren 1963–1987 i årsboken 1988.
Ordet "Lychnos" är grekiska för "ljus" eller "fackla". Undertiteln var 1936–1990 "Lärdomshistoriska samfundets årsbok", 1991 "Årsbok för idéhistoria och vetenskapshistoria", och sedan 1992 nuvarande. Årsboken är en av världens äldsta publikationer inom  idé- och lärdomshistoria och vetenskapshistoria.

## Redaktörer
- Johan Nordström 1936–1949
- Sten Lindroth 1950–1979/1980
- Gunnar Eriksson 1979/1980–1990
- Karin Johannisson 1991–2000
- Sven Widmalm 2001–2006
- Bosse Holmqvist 2007–